# Gotthelf Christlieb Fritze
Gotthelf Christlieb Fritze (niedersorbisch Pomgajbog Kristalub Fryco, * 17. Oktober 1744 in Kolkwitz bei Cottbus; † 18. März 1815 in Cottbus) war ein niedersorbischer evangelischer Pfarrer und Schriftsteller.

## Leben
Gotthelf Christlieb Fritze war der Sohn eines Pfarrers und Bruder von Johann Friedrich Fritze. Nach dem Gymnasium in Halle studierte er dort Evangelische Theologie. 1767 wurde Gotthelf Christlieb Fritze Pfarrer in Kalkwitz bei Calau, seit 1771 war er Archidiakon der Wendischen Kirche in Cottbus bis zu seinem Tod.

## Schriften
Fritze veröffentlichte mehrere theologische Schriften und verfasste einige Gedichte (Saspow, du liebes Dorf,...) und Epigramme.
- Die Ordnung des Heils und der Seligkeit. 1744, elf weitere Auflagen bis 1854
- Niederlausizke serbske prjatkarske knigły. Chośebuz 1792
- Prjatkowanje na prědnu njeźelu po tśoch kralach. Chośebuz 1796
- Bjatowarske knigły. Chośebuz 1797
- Te słušnosće togo kśesćijana. Chośebuz 1802
- Ta hordnunga togo strowja. 1813